# توس والاس
توس والاس (انگلیسی: Wallace Birch؛ ۶ مارس ۱۹۱۰ – 1987 (age 76-77)) بازیکن فوتبال اهل بریتانیا بود.
از باشگاه‌هایی که در آن بازی کرده‌است می‌توان به باشگاه فوتبال شفیلد ونزدی، باشگاه فوتبال لوتون تاون، باشگاه فوتبال بلکپول، باشگاه فوتبال کیدرمینستر هاریرس، و باشگاه فوتبال آکرینگتون استنلی اشاره کرد.